# High Bridge
High Bridge é um distrito localizado no estado americano de Nova Jérsei, no Condado de Hunterdon.

## Demografia
Segundo o censo americano de 2000, a sua população era de 3776 habitantes.
Em 2006, foi estimada uma população de 3763, um decréscimo de 13 (-0.3%).

## Geografia
De acordo com o United States Census Bureau tem uma área de 6,3 km², dos quais 6,2 km² cobertos por terra e 0,1 km² cobertos por água. High Bridge localiza-se a aproximadamente 246 m acima do nível do mar.

## Localidades na vizinhança
O diagrama seguinte representa as localidades num raio de 8 km ao redor de High Bridge.